# Chupungnyeong-myeon
Chupungnyeong-myeon (koreanska: 추풍령면) är en socken i kommunen Yeongdong-gun i provinsen Norra Chungcheong i den centrala delen av Sydkorea, 170 km sydost om huvudstaden Seoul.